# Jindřich Voračický z Paběnic
Jindřich Voračický z Paběnic (německy Heinrich Woracziczky von Babienitz, * 22. března 1825) byl český šlechtic z rodu Voračických z Paběnic.

## Život
Narodil se jako syn Jana Antonína Voračického a jeho manželky Rozálie, rozené ze Stillfriedu.
Dne 8. února 1853 se oženil s Karolinou, rozenou svobodnou paní Izdenczyovou z Monostóru a Komlóse (* 182?), která vlastnila panství Finkenegg v okrese St. Georgen, jihovýchodně od Wildonu ve Štýrsku.